# 若槻尚美
若槻 尚美（わかつき なおみ、6月5日 - ）は、日本のAV女優。
2008年にAVデビュー。

## 出演作品

### アダルトビデオ
2008年
- 若妻 援交ハメ撮り（5月28日、エイチエス映像）
- 艶妻不倫ノ湯 8（6月13日、ゴーゴーズ）
- オフィスレディ美脚太ももイカセ（7月5日、フリーダム）他出演:松嶋ルリ、桐島樹莉、佐野ともか
- カノジョの綺麗なお母さんに中出ししたい!!（7月18日、Nadeshiko）共演:神野美緒
- 高級美容エステ施術後に触られて欲情した若妻のシャワーオナニー盗撮（7月19日、ラハイナ東海）オムニバス作品
- 若妻狙い 温泉旅館出張性感マッサージ 5（7月26日、ラハイナ東海）オムニバス作品
- LOTION Part.3（7月31日、フォーエバー）共演:亜佐倉みんと
- 美脚レズビアン（8月5日、フリーダム）共演:桐島樹莉、佐野ともか、松嶋ルリ
- OLの臭いパンストを使って手コキされた。（8月5日、フリーダム）他出演:桐島樹莉、佐野ともか、松嶋ルリ
- 人妻面接 VOL.5（8月8日、大洋図書）他出演:越川ももこ、有田紀子、松下由佳、水沢ゆうこ
- 人妻痴女たちの大尻チ●コ擦り抜き [傲慢美尻衆]（8月8日、映天）他出演:米倉エミ、根本あきこ、鈴木千里、長谷川ゆりえ
- 絶対に女がエロくなるDVD（8月8日、アフロフィルム）他出演:佐伯奈々
- 美熟女の視線にさらされながらせんずりさせられた僕 vol.2（8月8日、オールドソルジャー）他出演:吉澤レイカ、大友唯愛、高坂保奈美、水野優 他
- 人妻たちの転落人生、生まれて初めての風俗面接。 3（8月9日、ラハイナ東海）オムニバス作品
- 奥さんに怒られオナニー（8月9日、ラハイナ東海）オムニバス作品
- ザ・カメラテスト58 入ってるとこ見える? 凄くヤラシイ… こんなHな面接初めて!（8月11日、アテナ映像）他出演:星川麻美、瀬戸あやか、叶夢、長澤リオン
- 妄想SEXでオナる人妻（8月16日、ラハイナ東海）オムニバス作品
- 素人マダムズ [LEVEL A] 其の三十八（8月22日、アリスJAPAN）他出演:伊吹怜、松島ルリ、佐藤美紀、松浦ユキ
- 団地妻ソープ 中出し編（8月30日、フォーエバー）オムニバス作品
- 湯けむりナンパ 5（9月4日、ナチュラルハイ）オムニバス作品
- お母さんとの情事 2 ～手コキ、フェラ、SEX編～（9月5日、映天）他出演:高坂保奈美、望月ゆみ、林なお、石田えりこ
- 美人妻温泉夜這い（9月5日、OFFICE K'S）共演:高坂保奈美、内田理緒、堀越香奈
- 酔っ払ったお姉さんにセンズリ見せたら興奮しちゃって…?!!（9月5日、OFFICE K'S）他出演:彩花ゆめ、堀越香奈、内田理緒
- 高級アロマオイルエステ盗撮 7 美人妻中出しマッサージ（9月6日、ラハイナ東海）オムニバス作品
- 色狂い人妻のナヨ男喰い（9月6日、ラハイナ東海）オムニバス作品
- 実録 不妊治療盗撮（9月6日、ラハイナ東海）オムニバス作品
- 東京青山の高級エステサロンに存在する美人レズエステティシャンの破廉恥極まりない猥褻行為をご堪能ください（9月13日、ラハイナ東海）オムニバス作品
- ボディコン・ダンス 2（9月15日、ジャネス）共演:桜庭彩、遥ゆりあ、涼宮ラム
- アナル全開マン毛★丸出し大開脚ハレンチ おげれつな尻ダンス 4（9月19日、スタイルアート）共演:遥ゆりあ、新垣ありな、涼宮ラム、柳原純、奥菜姫花
- まんげ アナル 全開 危ないダンス 7（9月20日、ラハイナ東海）オムニバス作品
- 都内大久保周辺にオイルマッサージで人妻をさんざん焦らした挙句、その気にさせて生挿入してしまうスケベなマッサージ師がいるらしい…（9月20日、ラハイナ東海）オムニバス作品
- 奥様欲情日記 瞳もあそこも潤ませて本当はシタいんでしょ奥さん あ～浴衣が汚れちゃう 主人が帰ってきちゃう～!（9月21日、アテナ映像）他出演:如月小雪、桧山すず、美里蘭
- ザ・筆おろし 44（9月26日、クリスタル映像）他出演:若槻朱音、中條美華、宮沢優菜、国見奈々、吉井花梨
- 家庭教師はガマンできない 31（9月26日、クリスタル映像）他出演:七瀬かすみ、菊池千尋、横須賀ねね、今野まりあ
- ママのおマンコ舐めたい!!（9月19日、映天）他出演:米倉茜、松浦ユキ、須藤梨絵、林なお
- お母さんと…（10月2日、タカラ映像）
- お母さんと日常生活 3 ～着替え、日常風景。自慰、入浴、放尿編～（10月3日、映天）他出演:高坂保奈美、穂阪詩織、山崎百合子、石田えりこ
- お母さんの授乳と手コキ 2（10月3日、映天）他出演:穂阪詩織、小柳倫子、大林理恵、水沢久美、湯沢多喜子、菊川麻里、飯浜紀香
- 熟れた女の勃起乳首（10月3日、OFFICE K'S）他出演:松浦ユキ、林なお、須藤梨絵、米倉茜、愛樹るい、藤咲飛鳥
- フードクラッシュ（10月5日、フリーダム）他出演:あすかりの、佐野ともか、七海、白井ひとみ、桐島樹莉、松嶋ルリ、梅原あんな
- 透けるエロスカートの義母さん（10月13日、マルクス兄弟）
- ヒップシェイクダンス 2（10月15日、ジャネス）共演:桜庭彩、遥ゆりあ、涼宮ラム
- 乱痴気宴会で人妻モデルが本気酔ッパ!（10月17日、VIP）…共演:松嶋ルリ、常盤あすか
- 人妻ナンパ・ガチで中出し（10月17日、イエローダック） ※「弥生」名義
- 旦那の出世の為に… 肉体で勝ち取るセレブな生活（10月18日、ラハイナ東海）
- 禁断の人妻（10月19日、ミスター・インパクト）他出演:高坂保奈美
- 人妻おしゃれイズム ナンパ中出し（10月20日、ピーターズ）他出演:浅岡沙希 他
- ママにセンズリ見つかっちゃった日 僕の妄想劇 Part.1（10月25日、ラハイナ東海）他出演:牧野遥、坂本理沙、黒瀬いずみ、高坂保奈美
- 密室覗き盗撮 カップルの生々しいセックス（10月25日、ラハイナ東海）オムニバス作品
- OLうきうきランチタイム（11月1日、鶴亀ドラゴンズ）他出演:松嶋ルリ、安西里緒菜
- 女医・イラマチオ（11月5日、ワープエンタテインメント）共演:高坂保奈美
- 金曜日の仕事帰りホロ酔い美淑女の尻に勃起チ○ポを擦りつけて発情させてヤる メガチ○ポVer. （11月6日、DANDY）オムニバス作品
- 口説いてヤレた! 温泉出張マッサージ師の盗撮テクニック（11月7日、ラハイナ東海）オムニバス作品
- 美人妻在籍高級回春マッサージ盗撮 1（11月7日、映天）
- 美熟女同性愛倶楽部（11月7日、OFFICE K'S）他出演:高坂保奈美、中村綾乃、桧山すず、北澤瞳、根本あきこ、萩原亜紀、多々野昌稀
- 人妻専科 回春マッサージで春を売っていた人妻たち Vol.02（11月8日、ラハイナ東海）他出演:村上涼子、中村綾乃、鮎川真咲
- お受験ママ達 裏口入学の猥褻取引 20（11月8日、ラハイナ東海）オムニバス作品
- 私の夫は勃起不全 性に飢えた妻たちの叫び!（11月10日、FAプロ）他出演:浅井舞香、魚住沙江、東条美奈、円城ひとみ、大越はるか、日高ゆりあ、中山水穂
- 団地妻エステ（11月11日、イエローダック）
- 爆乳パイズリ挟射（11月13日、マルクス兄弟）他出演:妃乃ひかり、小坂めぐる、北原夏美、辻さき、水森あおい、南沙也香、中村綾乃、織原寧々、黒木みらい
- ハメ肉殺し 素人調教ドM志願（11月20日、ヒビノ）他出演:緋村由衣
- まんびらきオナニー（11月21日、OFFICE K'S）他出演:藤咲飛鳥、柿本真緒、高坂保奈美、黒瀬いずみ
- 追跡FUCK!! 続・人妻ナンパ201 ～六月の鎌倉・浅草 あじさい土下座～（12月4日、ディープス）オムニバス作品
- 若奥さまは犯されたい 4（12月5日、クリスタル映像）他出演:藤宮櫻花、夢見ほのか、菊井里沙、長澤リカ、中川芽乃
- CLUB NAKED 5 【全裸ダンス】（12月5日、ジャネス）共演:涼宮ラム、春名えみ、大越はるか、柳原純、奥菜姫花
- 女性専用デリバリークラブ（12月5日、未来・フューチャー）オムニバス作品
- M男悶絶筆おろし（12月5日、未来・フューチャー）オムニバス作品
- お母さんを介護する僕（12月5日、映天）他出演:堀越加奈、神威まなみ、二宮亜紀、寺崎悠子、宮田まり、宮崎あい
- レディースコミックの広告でやってきた熟女たち!どスケベ熟女のお掃除フェラ（12月5日、映天）オムニバス作品
- 秘湯温泉 レズ性感マッサージ VOL.2 美熟女編（12月5日、映天）
- 美熟女パンストフェチ倶楽部（12月5日、OFFICE K'S）他出演:松浦ユキ、林なお、小向涼子、須藤梨絵、米倉茜
- すけべぇ義父の嫁いぢり 28（12月12日、東京音光）共演:中村綾乃
- ベロベロ接吻と見られながらの自慰（12月13日、マルクス兄弟）他出演:妃乃ひかり、小坂めぐる、花野真衣、早川瀬里奈、北島玲、香坂美優、美島涼、高坂保奈美、南沙也香
- フェラコレ 熟女編 3 21人のフェラマダム（12月13日、隼エージェンシー）他20名出演
- 必死な人妻たちを逆手にとって好き放題弄んでいる鬼畜風俗店P店長撮影 どうしてもお金が欲しい人妻の風俗面接（12月13日、カルマ）オムニバス作品
- 裏・団地妻ソープ（12月19日、TMA）オムニバス作品
- 熟した女のふたなりな関係 2（12月15日、ジャネス）共演:高坂保奈美
- 不倫エロ妻拘束イカセFUCK（12月19日、GLAY'z）他出演:春樹レイ、喜多村真里子 他
- ダンスパーティー ver2.0（12月19日、スタイルアート）共演:YOKO、星倉なぎさ、観月さな
- セールスレディにイキなりセンズリ見せ応対（12月19日、OFFICE K'S）他出演:翔田千里、桧山すず、寺崎悠子
- 女王様が熟女のネコ/タチ調教をしたらこうなった! 2（12月25日、未来・フューチャー）共演:高坂保奈美
- ヘンリー塚本の性欲を刺激する有害図書 2（12月25日、FAプロ）他出演:川上ゆう、夏海エリカ、横山翔子
- 昭和ブルーフィルム 6 生きる為・男に抱かれた女たちの話し（12月25日、FAプロ）他出演:大沢萌、夏海エリカ、中村綾乃

2009年
- 義母と義妹（1月7日、マドンナ）共演:楠木爽子
- 本格レズ 訪問エステに溺れるセレブ妻たち（1月9日、東京音光）共演:桜田さくら、中村綾乃
- おっとり色っぽい尚美さんはノーパンパンスト美脚メイド (1月13日、AVS)
- レイプ中出し 巨乳編（1月15日、隼エージェンシー）他出演:小春、佐伯奈々、稲森ケイト、観月さな、涼宮ラム
- 美熟女強制ディープスロート（1月16日、Nadeshiko）他出演:麻生梨奈、艶堂しほり、春樹レイ、久保まりあ、西原すみれ、牧野遥、夏樹しおり、佐々木涼、柚木妙子
- グラドル志望の女たち AV強行撮影!!（1月22日、ディープス）他出演:立木ゆりあ 他
- 息子に犯される! 義母哀歌（1月23日、アカデミック）
- ダンスマニアライブ VOL.2（1月25日、ジャネス）共演:星倉なぎさ、観月さな、YOKO
- 愛欲指オナニー（1月25日、竜宮城）他出演:姫宮ラム、はるか悠、七瀬かすみ、麻生亜衣、藤宮櫻花、多々野昌稀
- お受験ママの猥褻裏口面接（1月25日、竜宮城）他出演:坂本梨沙、桧山すず、翔田千里
- 近親中出し 僕の姉貴（1月29日、センタービレッジ）
- お母さんの妄想（2月6日、映天）他出演:大越はるか、穂坂菜摘、山岡もも恵、佐野るる、藤宮櫻花、若槻尚美、大庭美和、大林理恵、廣野すみれ、水元えり、東条美菜、水沢久美、坂本梨沙
- 乳首がチョー敏感な僕!!（2月20日、OFFICE K'S）他出演:翔田千里、坂本梨沙
- お母さんのセンズリ鑑賞（3月6日、映天）他出演:桧山すず、浅田ちち、宮崎あい、水元えり
- 家庭教師は女子大生18連発（3月6日、クリスタル映像）他多数出演
- ぬるぬる大作戦（3月17日、Yellow Duck）他出演:若林ひかる、佐野ともか、水野優
- 極選4時間 ザ・筆おろし 2 （4月10日、クリスタル映像）他出演:若槻朱音、国見奈々、中條美華、吉岡愛里、江藤ユナ、森雫、伊藤もえ、矢沢未来、白鷺ゆい、笠原ひなの、朝比奈マキ、石沢みのり、吉井花梨、叶夢、伊吹りこ、川上ゆう(森野雫)、松沢優、真咲南朋（楓モモ、安藤なつ妃）、千葉悠梨、宮沢優菜、向坂美々、真鍋美奈、宝生優果（羽野理沙）、日向小春、桃咲まなみ、優美あい、神崎レオナ（七瀬かすみ）、青山友梨
- 人妻看護士（6月25日、ビッグモーカル）他出演:真鍋里美、小鳥遊恋、青山ゆい
- 人妻宅配致します（6月25日、ビッグモーカル）他出演:青山ゆい、小鳥遊恋、あすかみみ

### オリジナルビデオ
- 巨乳義母（秘）劇場 揉みしだかれた淫乳（2009年2月6日、竹書房）他出演:木村彩、押切あやの